# Clima da Bélgica

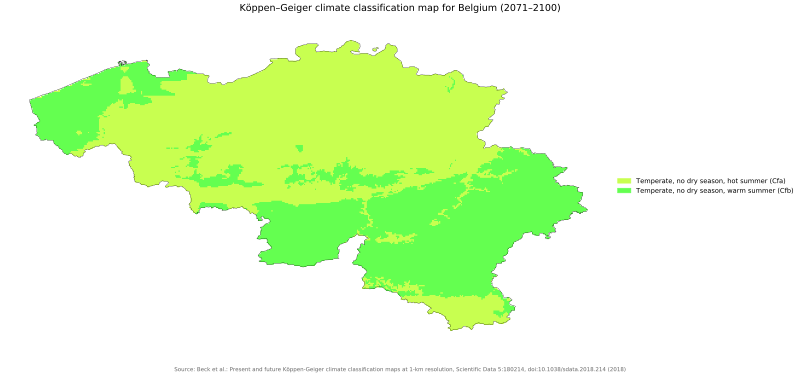
Clima na Bélgica.

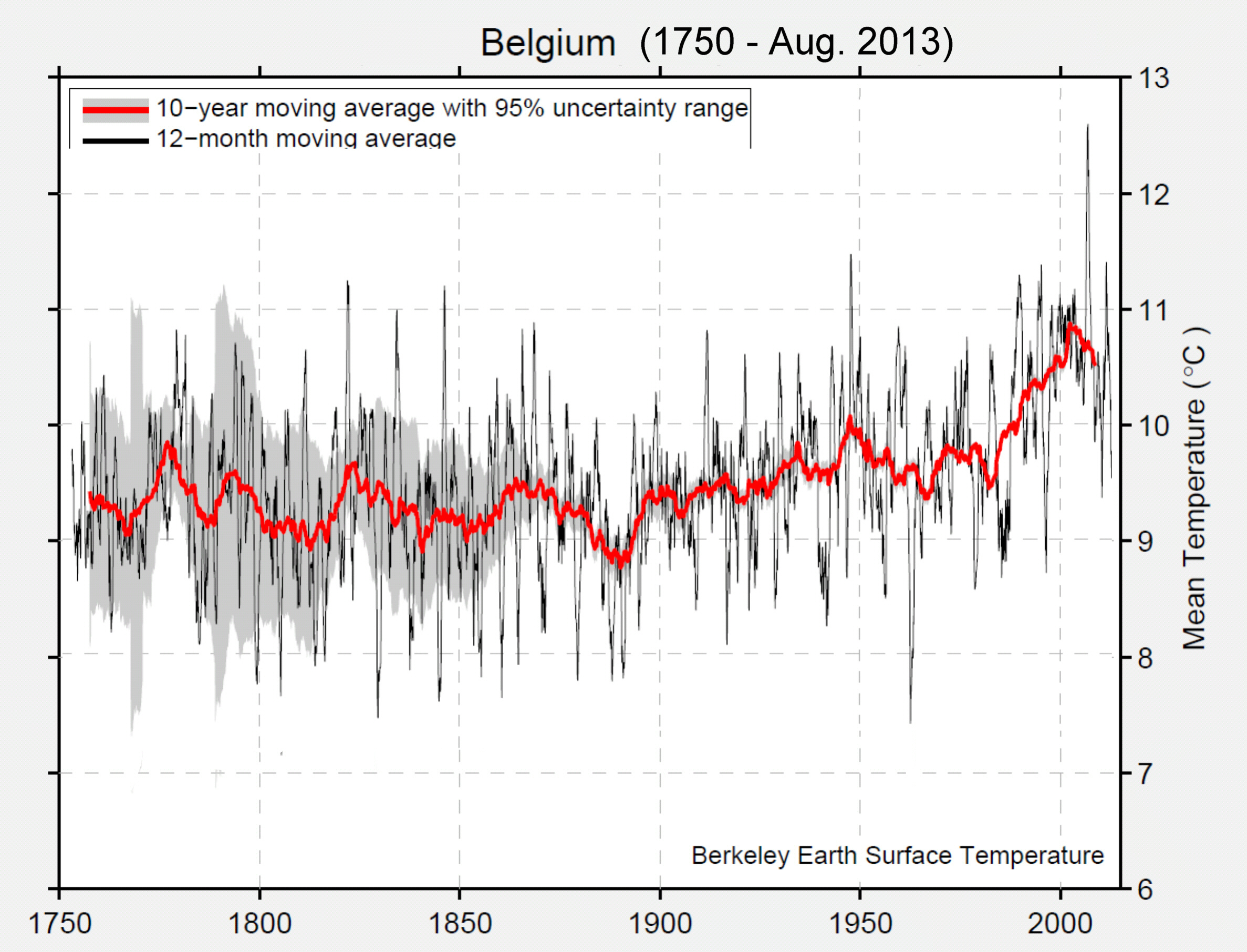
Média histórica da temperatura na Bélgica.

O Clima da Bélgica, com seus invernos suaves, verões frescos e chuvas frequentes, é uma parte fundamental da identidade e da vida cotidiana do país. Embora possa ser imprevisível em algumas ocasiões, ele contribui para a riqueza da paisagem belga e para a sua cultura única. A Bélgica, localizada na Europa Ocidental, possui um clima temperado marítimo, influenciado pela sua proximidade com o Oceano Atlântico e pelo Golfo da Biscaia. Este tipo de clima é caracterizado por invernos suaves, verões frescos e chuvas frequentes ao longo do ano. No entanto, a geografia variada do país contribui para algumas variações regionais no clima.

## Características
Os níveis de temperatura na Bélgica variam ao longo do ano, seguindo padrões típicos de um clima temperado marítimo. Aqui estão algumas características das variações de temperatura na Bélgica:
1. Estações distintas: A Bélgica experimenta quatro estações distintas: primavera, verão, outono e inverno. Cada estação tem suas próprias características térmicas, com variações nas temperaturas médias e extremas.
2. Invernos moderados: Durante os meses de inverno (dezembro a fevereiro), as temperaturas médias diurnas variam de 2 °C a 6 °C, enquanto as temperaturas noturnas podem cair abaixo de zero. A neve é possível, especialmente nas áreas mais ao leste e em regiões mais elevadas, mas não é tão comum quanto em alguns países vizinhos mais ao norte.
3. Primaveras amenas: Na primavera (março a maio), as temperaturas começam a subir gradualmente. As máximas diurnas geralmente variam entre 10 °C e 15 °C no início da estação, aumentando para 15 °C a 20 °C no final da primavera. As noites ainda podem ser frescas, mas as geadas se tornam menos frequentes.
4. Verões suaves: Durante os meses de verão (junho a agosto), as temperaturas médias diurnas variam de 20 °C a 25 °C, tornando esta a estação mais quente do ano. No entanto, as noites tendem a ser frescas, com temperaturas caindo para cerca de 10 °C a 15 °C. O calor excessivo é raro, devido à influência moderadora do oceano.
5. Outonos frescos: No outono (setembro a novembro), as temperaturas começam a cair novamente. As máximas diurnas diminuem gradualmente de 15 °C a 20 °C no início da estação para 5 °C a 10 °C no final do outono. As noites ficam mais frias, e a probabilidade de chuvas aumenta à medida que o país se prepara para os meses mais frios.
6. Variações regionais: As variações de temperatura podem ocorrer de acordo com a região geográfica da Bélgica. As áreas costeiras tendem a ter temperaturas mais moderadas devido à influência do mar, enquanto as regiões mais ao leste e em altitudes mais elevadas podem experimentar temperaturas mais extremas, especialmente no inverno.

Em geral, as variações de temperatura na Bélgica refletem seu clima temperado marítimo, com invernos moderados, verões suaves e transições suaves entre as estações.

## Precipitações

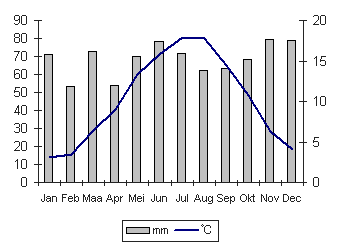
Precipitações vs. temperatura na Bélgica

As precipitações na Bélgica são uma característica marcante do seu clima temperado marítimo. Elas são distribuídas ao longo do ano, com chuvas frequentes em todas as estações. Algumas características das precipitações na Bélgica:
1. Distribuição ao longo do ano: As chuvas na Bélgica não estão restritas a uma estação específica. Embora os meses de outono e inverno sejam geralmente mais chuvosos, a precipitação ocorre em todas as estações. Os meses de verão podem ser mais secos, mas ainda há chances de chuvas e tempestades ocasionais.
2. Frequência e regularidade: As chuvas na Bélgica são frequentes e regulares. Isso se deve à posição do país na rota das frentes atlânticas, que trazem umidade do oceano. Como resultado, os belgas estão acostumados a lidar com dias chuvosos e nublados ao longo do ano.
3. Intensidade variável: A intensidade das chuvas pode variar de chuviscos leves a chuvas fortes e tempestades. As chuvas leves e constantes são mais comuns, especialmente durante os meses mais frios, enquanto as tempestades intensas podem ocorrer durante os períodos de maior instabilidade atmosférica.
4. Influência geográfica: A distribuição das chuvas pode variar de acordo com a região geográfica da Bélgica. As áreas costeiras e oeste do país tendem a receber mais precipitação devido à sua proximidade com o Oceano Atlântico, enquanto as áreas do leste e sul podem experimentar chuvas menos abundantes.
5. Neve no inverno: Durante os meses de inverno, especialmente nas regiões mais ao leste e nas elevações mais altas, a precipitação pode cair na forma de neve. Embora a neve não seja tão comum ou persistente como em alguns países mais ao norte, ela ainda pode afetar o clima e as condições de viagem durante os meses mais frios.
No geral, as precipitações na Bélgica desempenham um papel importante na vida cotidiana, na agricultura e na paisagem do país, contribuindo para a sua característica verdejante e para a manutenção dos seus recursos hídricos.

## Impacto do Clima na Sociedade e na Economia
O clima temperado da Bélgica influencia diversas áreas da sociedade e da economia. A agricultura, por exemplo, depende fortemente das condições climáticas para o cultivo de culturas como cereais, batatas e beterrabas açucareiras. As chuvas regulares são essenciais para o abastecimento de água e a produção de energia hidrelétrica. Além disso, o clima temperado marítimo da Bélgica também desempenha um papel importante no turismo. As estações suaves e as paisagens naturais variadas, incluindo praias costeiras e áreas montanhosas, atraem visitantes durante todo o ano.